# Zeche Henriette Catharina
Die Zeche Henriette Catharina in Essen-Werden-Hamm ist ein ehemaliges Steinkohlenbergwerk. Auf der Zeche wurde im 19. Jahrhundert Steinkohle im Stollenbau abgebaut.

## Bergwerksgeschichte
Das Bergwerk war bereits um das Jahr 1800 in Betrieb. Es waren vier Stollen südlich der Ruhr, dem heutigen Hardenbergufer, in Betrieb. Von den vier Stollen war ein Stollen als Förderstollen angelegt. Am 16. Februar 1848 wurde ein Längenfeld verliehen. Bereits vor dem Jahr 1855 kam es zur Konsolidation zur Zeche Vereinigte Henriette Catharina.

## Vereinigte Henriette Catharina
Die Zeche Vereinigte Henriette Catharina in Essen-Werden-Hamm ist vor dem Jahr 1855 aus der Konsolidation der bis dahin eigenständigen Zechen Henriette Catharina und Vereinigte Nettelbruch & Mühlenberg entstanden. Über die Zeche Vereinigte Henriette Catharina wird nicht sehr viel berichtet. In den Jahren 1856 und 1857 fand nur geringer Abbau statt. Im Jahr 1858 wurde der im Ruhrtal angesetzte Stollen weiter vorgetrieben. Am 31. März desselben Jahres erreichte der Stollen eine Länge von 177 Metern. Wegen ungünstiger Aufschlüsse wurde jedoch kein Abbau betrieben. Nach dem Jahr 1858 wird die Zeche Vereinigte Henriette Catharina nicht mehr in den Unterlagen erwähnt.